# Uppdrag Europa
Uppdrag Europa är en bok av Carl Bildt som publicerades 2003. I boken tar Bildt bland annat ställning för ett svenskt medlemskap i valutaunionen EMU.